# ويلي جنكينز
ويلي جنكينز (بالإنجليزية: Willie Jenkins)‏ (و. 1981  م) هو لاعب كرة سلة أمريكي، ولد في فلينت، مركز لعبه هو لاعب هجوم صغير الجسم.

## روابط خارجية
- ويلي جنكينز على موقع كرة السلة الأوروبية.كوم (الإنجليزية)
- ويلي جنكينز على موقع كلية كرة السلة في سبورتس رفرنس.كوم (الإنجليزية)
- ويلي جنكينز على موقع ريلجم (الإنجليزية)
- ويلي جنكينز على موقع بروبوليرز (الإنجليزية)
- ويلي جنكينز على موقع سبورتس رفرنس (الإنجليزية)
- ويلي جنكينز على موقع سبورتس رفرنس (الإنجليزية)